# Bacchus (uva)

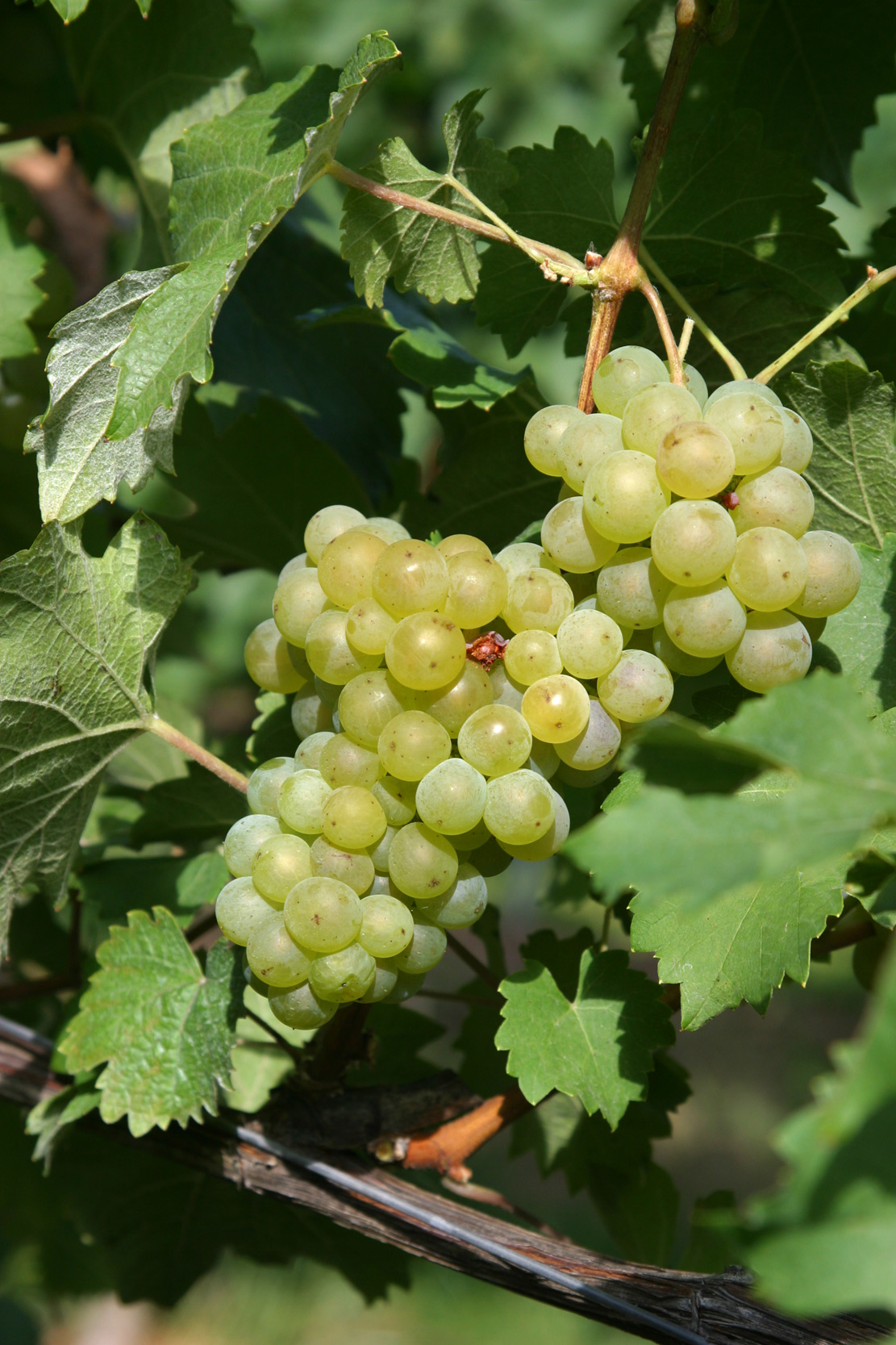
Racimos de bacchus.

La bacchus es una uva blanca de vino creada por el viticultor Peter Morio en el Instituto Geilweilerhof de Engendramiento de Uvas, en el Palatinado, en 1933.  Él cruzó un cruce de silvaner y riesling con la müller-thurgau.
La bacchus recibió protección como variedad y fue lanzada para su cultivo en 1972. Su nombre viene del nombre romano (Baco) del dios griego Dioniso.

## Características
La bacchus puede producir una gran cantidad de mosto y no es muy exigente con el terruño en la que se planta. Por ello, puede ser usada ahí donde uvas como la riesling no maduran bien. Es una variedad de maduración temprana, haciéndolo casi al mismo tiempo que la müller-thurgau y, al igual que esta, tiene una productividad alta.
Los vinos de bacchus tienen un sabor y unas características potentes, que han sido descritas como "exuberantes", pero solo las producen si las uvas estaban completamente maduras.
No obstante, tiene una acidez baja, lo que hace que no sea propia para monovarietales dadas las condiciones de cultivo alemanas. Dentro de las variedades nuevas, se considera que produce vinos menos elegantes que la kerner. Por lo tanto, la bacchus suele usarse para aportar sabor en vinos de mezcla con müller-thurgau. Dentro de Alemania, la región vitivinícola de Franconia es la que tiene los monovarietales de bacchaus más exitosos.
La bacchus también crece en Inglaterra. 
En las condiciones de crecimiento británicas, el clima más frío hace que la uva conserve una mayor acidez y solo es posible que de bajos rendimientos. Produce vinos de calidad razonable, al estilo de los de sauvignon blanc.

## Regiones
Las plantaciones alemanas alcanzaron en 1990 en torno a 3500 ha, y más de la mitad de ellas estaban en Renania, donde suele usarse para las mezclas Qualitätswein bestimmter Anbaugebiete (QbA). Desde entonces las plantaciones han disminuido y en 2006 había 2113 ha de bacchus en Alemania, lo que supone un 2,1% del total de la superficie de viñedos del país.

## Sinónimos
Los sinónimos de esta variedad son bacchus weiss, weisser bacchus, frühe scheurebe, geilweilerhof 33-29-133 y Gf. 33-29-133.

## Uvas no relacionadas con la bacchus
El nombre bacchus black también se aplica una uva tinta clinton que es un cruce entre riparia y labrusca y que crece en los Alpes mientras que bacchus noir hace referencia a otro cruce relacionado con la pulsard.